# Roberto Giachetti

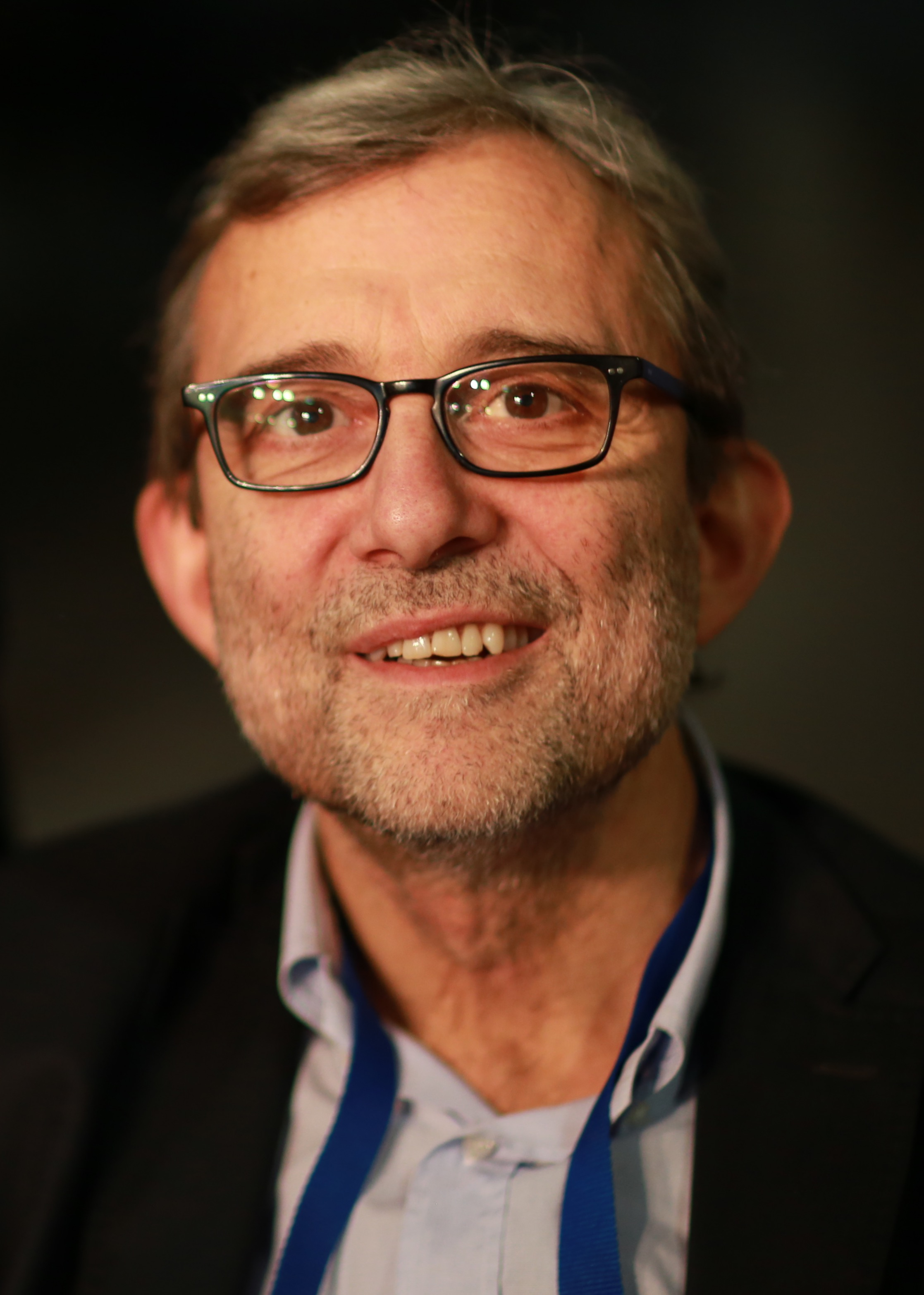
Roberto Giachetti (2017)

Roberto Giachetti (geboren 24. April 1961 in Rom) ist ein italienischer Politiker. Als Mitglied  der Partito Democratico war er von 2013 bis 2018 stellvertretender Präsident der italienischen Abgeordnetenkammer.

## Leben
Roberto Giachetti trat mit achtzehn Jahren der Partito Radicale von Marco Pannella bei. 1989 wurde er für die Federazione dei Verdi in das Stadtparlament der Hauptstadt Rom gewählt. Von 1993 bis 2001 war er Kabinettschef des Bürgermeisters von Rom, Francesco Rutelli.
Im Jahr 2001 wurde er als Mitgründer der Partei Democrazia è Libertà – La Margherita zum ersten Mal in die italienische Abgeordnetenkammer gewählt, der er seither angehört. Bei den Wahlen 2006 stand er auf der Liste des Mitte-links-Bündnisses L’Ulivo, bei den Wahlen 2008 auf der Liste der Partito Democratico (PD). Nach den Wahlen 2013 wurde er zu einem der stellvertretenden Präsidenten der Abgeordnetenkammer gewählt. Bei der Bürgermeisterwahlen in Rom am 5. Juni 2016 trat er auf Wunsch von Parteichef Matteo Renzi als Kandidat des Mitte-links-Bündnisses an. In der Stichwahl am 19. Juni unterlag er mit 33 % der Stimmen Virginia Raggi, der Kandidatin des Movimento 5 Stelle. 
Als Direktkandidat im Wahlkreis Toskana 3 (Sesto Fiorentino) wurde er bei der Parlamentswahl 2018 für eine weitere Legislaturperiode in die Camera dei deputati gewählt. Seither ist er Vorsitzender der Wahlkommission der Abgeordnetenkammer, außerdem gehört er dem Ausschuss für EU-Politik an. Nach dem Rücktritt Renzis vom Parteivorsitz trat Giachetti im März 2019 bei der Urwahl eines neuen Parteivorsitzenden an. Er repräsentierte den zur politischen Mitte tendierenden Flügel der Renzi-Getreuen («Renziani»), kam aber mit rund 188.000 Stimmen (12 Prozent) nur auf den dritten Platz. Anschließend gründete er mit Anna Ascani die Stiftung Sempre Avanti als innerparteiliche Organisation der Renziani. Im September 2019 verließ Giachetti die PD und schloss sich der von Matteo Renzi gegründeten Partei Italia Viva an.